# Curătești, Călărași
Curătești este un sat în comuna Frăsinet din județul Călărași, Muntenia, România.